# Сент-Эрм-Утр-э-Рамекур
Сент-Эрм-Утр-э-Рамеку́р (фр. Saint-Erme-Outre-et-Ramecourt) — коммуна во Франции, находится в регионе Пикардия. Департамент коммуны — Эна. Входит в состав кантона Гиньикур. Округ коммуны — Лан.
Код INSEE коммуны — 02676.

## Население
Население коммуны на 2010 год составляло 1832 человека.
| 1962 | 1968 | 1975 | 1982 | 1990 | 1999 | 2010 |
| ---- | ---- | ---- | ---- | ---- | ---- | ---- |
| 1522 | 1578 | 1791 | 1818 | 1867 | 1861 | 1832 |

## Экономика
В 2010 году среди 1153 человек трудоспособного возраста (15—64 лет) 857 были экономически активными, 296 — неактивными (показатель активности — 74,3 %, в 1999 году было 70,0 %). Из 857 активных жителей работали 758 человек (440 мужчин и 318 женщин), безработных было 99 (43 мужчины и 56 женщин). Среди 296 неактивных 91 человек были учениками или студентами, 89 — пенсионерами, 116 были неактивными по другим причинам.